# Vale (Dakota del Sur)
Vale es un lugar designado por el censo ubicado en el condado de Butte en el estado estadounidense de Dakota del Sur. En el Censo de 2010 tenía una población de 136 habitantes y una densidad poblacional de 35,6 personas por km².

## Geografía
Vale se encuentra ubicado en las coordenadas 44°37′6″N 103°23′55″O / 44.61833, -103.39861. Según la Oficina del Censo de los Estados Unidos, Vale tiene una superficie total de 3.82 km², de la cual 3.82 km² corresponden a tierra firme y (0%) 0 km² es agua.

## Demografía
Según el censo de 2010, había 136 personas residiendo en Vale. La densidad de población era de 35,6 hab./km². De los 136 habitantes, Vale estaba compuesto por el 97.79% blancos, el 0% eran afroamericanos, el 0.74% eran amerindios, el 0% eran asiáticos, el 0% eran isleños del Pacífico, el 0% eran de otras razas y el 1.47% pertenecían a dos o más razas. Del total de la población el 2.21% eran hispanos o latinos de cualquier raza.